# 中华人民共和国卫生部
中华人民共和国卫生部是已经被撤销的主管卫生工作的国务院组成部门，是中华人民共和国成立最早的政府部门之一。2013年十二届全国人大一次会议已通过国务院机构改革方案，卫生部与国家人口和计划生育委员会的计划生育管理和服务职能合并组建国家卫生和计划生育委员会，国家卫计委2018年又改组为中华人民共和国国家卫生健康委员会。

## 沿革
卫生部曾长期在后海醇亲王府办公，位于西直门的新办公楼于1997年5月奠基。1999年4月28日，卫生部接收新办公楼，同年7月12日正式启用新楼。2000年，卫生部批准其办公厅所辖新闻办公室的设立（对外可称为卫生部新闻办公室）。2004年4月，鉴于前一年的SARS疫情暴露了处置重大突发公共卫生事件方面机制不健全的问题，卫生部成立卫生应急办公室。
2008年3月15日，第十一届全国人民代表大会第一次会议通过《第十一届全国人民代表大会第一次会议关于国务院机构改革方案的决定》，批准《国务院机构改革方案》。方案规定：“国家食品药品监督管理局改由卫生部管理。明确卫生部承担食品安全综合协调、组织查处食品安全重大事故的责任。”

## 主要职能
1. 研究拟定卫生工作的法律、法规和方针政策，研究提出卫生事业发展规划和战略目标，制订技术规范和卫生标准并监督实施。
2. 研究提出区域卫生规划，统筹规划与协调全国卫生资源配置，制订社区卫生服务发展规划和服务标准，指导卫生规划的实施。
3. 研究制订农村卫生、妇幼卫生工作规划和政策措施，指导初级卫生保健规划和母婴保健专项技术的实施。
4. 贯彻预防为主方针，开展全民健康教育。制订对人群健康危害严重疾病的防治规划；组织对重大疾病的综合防治；发布检疫传染病和监测传染病名录。
5. 研究指导医疗机构改革，制订医务人员执业标准、医疗质量标准和服务规范性并监督实施。
6. 依法监督管理血站、单采血浆站的采供血及临床用血质量。
7. 研究拟定国家重点医学科技、教育发展规划，组织国家重点医药卫生科研攻关，指导医学科技成果的普及应用工作；管理直属单位。
8. 监督管理传染病防治和食品、职业、环境、放射、学校工作，组织制订食品、化妆品质量管理规范并负责认证工作。
9. 制订国家卫生人才发展规划和卫生人员职业道德规范，拟定卫生机构编制标准、卫生技术人员资格认定标准并组织实施。
10. 组织指导医学卫生方面的政府与民间的多边、双边合作交流的卫生援外工作，组织参与国际组织倡导的重大卫生活动。组织协调中华人民共和国与世界卫生组织及其他国际组织在医学卫生领域的交流与合作。
11. 贯彻中西医并重的方针，推进中医药的继承与创新，实现中医药现代化。
12. 承担全国爱国卫生运动委员会的日常工作。
13. 负责中央保健委员会确定的保健对象的医疗保健工作，按照规定管理中央各部门有关干部的医疗工作。
14. 组织调度全国的卫生技术力量，协助地方人民政府和有关部门，对重大突发疫情、病情实施紧急处置，防止和控制疫情、疫病的发生、蔓延。
15. 承办国务院交办的其他事项。 [10]

## 历任部长
1. 李德全（女，民革，蒙古族）（1949年10月－1954年9月，中央人民政府卫生部部长；1954年9月－1965年1月，中华人民共和国卫生部部长；兼中国红十字会会长）
2. 钱信忠（1965年1月－1973年7月，第一次）
3. 刘湘屏（1973年7月－1976年10月）
4. 江一真（1977年11月－1979年4月）
5. 钱信忠（1979年4月－1982年5月，第二次）
6. 崔月犁（1982年5月－1987年3月）
7. 陈敏章（1987年3月－1998年3月）
8. 张文康（1998年3月－2003年4月因SARS事件被免职）
9. 吴　仪（女）（2003年4月－2005年4月，国务院副总理兼任）
10. 高　强（2005年4月－2007年6月）
11. 陈　竺（2007年6月－2013年3月）（2012年9月入中国农工民主党，12月起任农工党中央主席）